# Belchou
Le pic de Belchou, ou de Beltxu en basque, est un sommet pyrénéen culminant à 1 130 m d'altitude dans le massif des Arbailles.

## Toponymie
Belchou dérive probablement de beltz signifiant « noir » en basque.

## Géographie

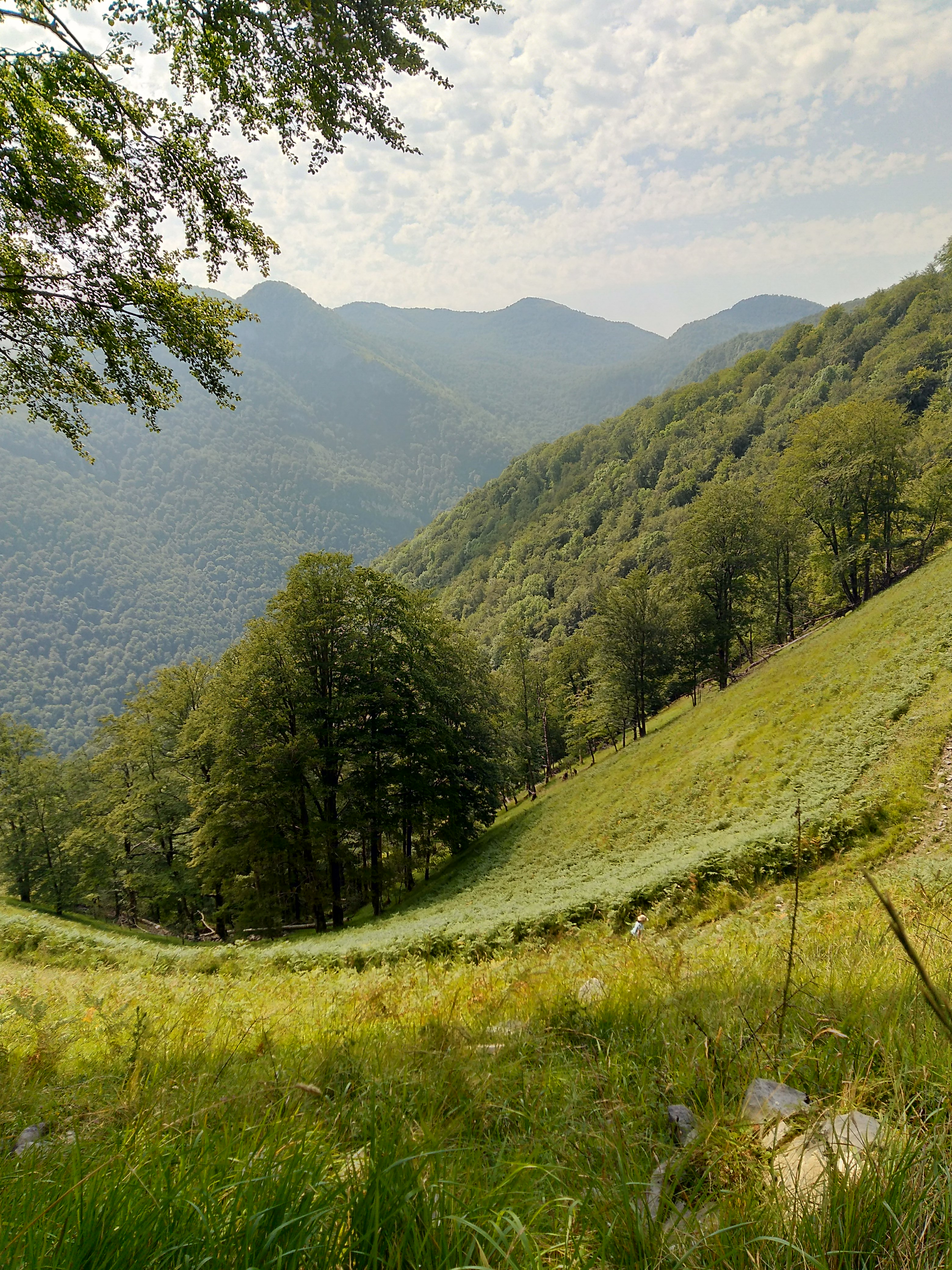
Vue depuis le versant sud-est du Belchou.

### Topographie
Le pic de Belchou est situé dans le nord-ouest du massif des Arbailles sur le territoire des communes d'Hosta à l'ouest et de Saint-Just-Ibarre au nord, en Basse-Navarre au Pays basque. Il surplombe ces deux communes dont la ligne de séparation passe exactement pas le sommet.
Il est entouré par la forêt des Arbailles sans que celle-ci n'arrive à son sommet. Au sud-est se trouve la source de la rivière Bidouze.

### Géologie
Le pic de Belchou a une géologie similaire au massif des Arbailles : ce sont principalement des dépôts calcaires donnant parfois naissance à de petites crevasses ou à des grottes. Ce type de relief est typiquement karstique. C'est à cet endroit que la Bidouze prend sa source à la sortie d'un réseau dans les calcaires du massif.
Le sol calcaire est propice au développement de la forêt de hêtres qui recouvre les flancs de la montagne et une très grande partie du massif des Arbailles.

### Climat
Le climat du massif des Arbailles est humide ; très influencé par la présence de la mer, l'hiver n'y est jamais très rude même si la neige y est présente quelquefois. Ces neiges ne tombent en général pas de manière notable avant la mi-novembre.
Les étés y sont humides par rapport aux basses terres du nord moins arrosées et les nuages sont fréquents sur l'ensemble du massif.

## Voies d'accès
On peut y accéder soit depuis Hosta par une route jusqu'au col de Zuharry (712 m) puis par des chemins soit depuis Saint-Just-Ibarre par divers chemins forestiers.

## Activités

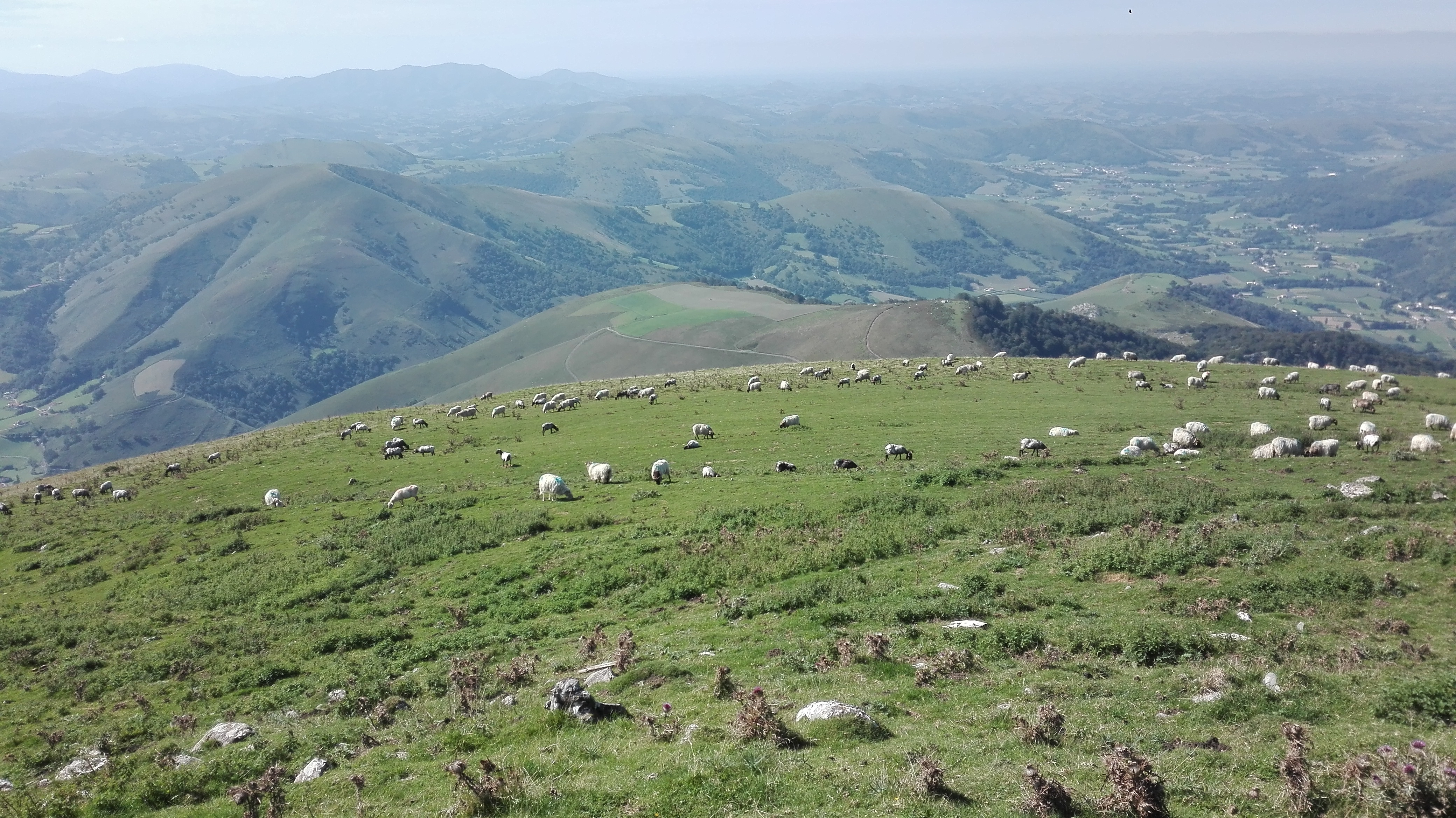
Estive de brebis et béliers Manech à tête rousse sur le pic de Belchou.

Traditionnellement, le pic de Belchou est une zone de pâturages d'estive d'ovins et de bovins. On trouve encore de nombreux kayolars (cabane de bergers) en activité. L'écobuage y est pratiqué.
Le pic de Belchou possède en son sommet une antenne-relais hors service. Le site est également réputé pour son activité de parapentes.